# Rivetina excellens
Rivetina excellens es una especie de mantis de la familia Mantidae.

## Distribución geográfica
Se encuentra en los Emiratos Árabes Unidos, Irak y en  Irán.